# Владимир Стоянов (офицер)
Вижте пояснителната страница за други личности с името Владимир Стоянов.
Владимир Стоянов Стоянов е български офицер, генерал-майор (12 септември 1925 г.).
Ранен при атентата в катедралата „Св. Неделя“ на 16 април 1925 г.

## Биография
През 1911 г. завършва Генералщабна академия в Торино. По време на Балканските войни е началник-щаб на първа бригада от осма пехотна тунджанска дивизия. От 31 октомври 1917 г. е началник-щаб на единадесета пехотна македонска дивизия. От 1921 е командир на осми пехотен приморски полк, а след това и на осма пехотна тунджанска дивизия.
Негов внук е зоолога и политик Петър Берон.

## Военни звания
- Подпоручик (1900)
- Поручик (2 август 1903)
- Капитан (1908)
- Майор (18 май 1913)
- Подполковник (10 октомври 1916)
- Полковник (1 април 1919)
- Генерал-майор (12 септември 1925)

## Награди
- Орден „За храброст“ IV степен, 1-ви и 2-ри клас
- Орден „Свети Александър“ V степен с мечове по средата, IV степен без мечове
- Орден „За военна заслуга“ III степен